# Campionati mondiali di ginnastica artistica 2014 - Volteggio femminile
La finale ad attrezzo al volteggio ai Campionati Mondiali 2014 si è svolta alla Guangxi Gymnasium di Nanning, Cina, l'11 ottobre 2014.

## Risultati
| Pos.    | Ginnasta                    | D. Score | E. Score | Penalità | 1° Parziale | D. Score | E. Score | Penalità | 2° Parziale | Totale |
| ------- | --------------------------- | -------- | -------- | -------- | ----------- | -------- | -------- | -------- | ----------- | ------ |
| Oro     | Hong Un Jong                | 6.300    | 9.466    |          | 15.766      | 6.400    | 9.033    | —        | 15.433      | 15.599 |
| Argento | Simone Biles                | 6.300    | 9.600    | —        | 15.900      | 5.600    | 9.608    | —        | 15.208      | 15.554 |
| Bronzo  | Mykayla Skinner             | 6.400    | 9.300    | —        | 15.700      | 5.800    | 9.233    | —        | 15.033      | 15.366 |
| 4       | Alla Sosnickaja             | 6.400    | 8.866    | 0.300    | 14.966      | 5.800    | 9.166    | —        | 14.966      | 14.966 |
| 5       | Claudia Fragapane           | 5.800    | 9.033    | —        | 14.833      | 5.600    | 9.000    | —        | 14.600      | 14.716 |
| 5       | Giulia Steingruber          | 6.200    | 9.033    |          | 15.233      | 5.000    | 9.200    |          | 14.200      | 14.716 |
| 7       | Alexa Citlali Moreno Medina | 6.200    | 8.833    |          | 15.033      | 6.000    | 8.366    | 0.300    | 14.066      | 14.549 |
| 8       | Thi Ha Than Phan            | 5.800    | 8.608    | 0.300    | 14.108      | 6.200    | 8.533    | 0.100    | 14.633      | 14.370 |

## Qualificazioni
| Pos. | Ginnasta                    | Totale | Qual. |
| ---- | --------------------------- | ------ | ----- |
| 1    | Simone Biles                | 15.450 | Q     |
| 2    | Hong Un Jong                | 15.354 | Q     |
| 3    | Mykayla Skinner             | 15.349 | Q     |
| 4    | Alla Sosnickaja             | 15.016 | Q     |
| 5    | Alexa Citlali Moreno Medina | 14.816 | Q     |
| 6    | Thi Ha Thanh Phan           | 14.800 | Q     |
| 7    | Claudia Fragapane           | 14.716 | Q     |
| 8    | Giulia Steingruber          | 14.700 | Q     |
| 9    | Larisa Iordache             | 14,649 | R1    |
| 10   | Dipa Karmakar               | 14.483 | R2    |
| 11   | Elsabeth Black              | 14.483 | R3    |